# آدولفو آرائوخو نتو
آدولفو آرائوخو نتو (انگلیسی: Adolpho Araújo Netto؛ زادهٔ ۲ مارس ۱۹۸۴) بازیکن فوتبال اهل برزیل است.